# Combe de Vertosan
La combe de Vertosan est un vallon latéral de la Vallée d'Aoste, situé sur la commune d'Avise.

## Toponymie
Le toponyme dérive du patois valdôtain ver (= vert) et tsan (= champ).

## Géographie
La combe s'étend à 1 870 m d'altitude environ.
Elle jouxte au nord et à l'est la vallée du Grand-Saint-Bernard, au sud la vallée centrale de la Doire Baltée et à l'ouest le vallon de Planaval.
Le torrent Vertosan, qui écoule de la Tête de Sereina (2 830 m) est le cours d'eau principal.

### Sommets
- Mont Rouge (2 943 m)
- Tête de Sereina (2 830 m)
- Pointe Fetita (2 623 m)
- Pointe Aouilletta (2 616 m)
- Court de Bard (2 261 m)

### Villages
Le seul village de la combe est Jovençan de Vertosan, situé à 1 800 m d'altitude, hameau d'Avise.

## Littérature
Dans la combe de Vertosan a eu lieu la bataille de reines citée par Jean-Baptiste Cerlogne dans son poème La bataille de vatse à Vertosan.

### Articles annexes
- Géographie de la Vallée d'Aoste
- Avise